# باهلسن
باهلسن هي شركة أطعمة ألمانية يقع مقرها في هانوفر .تأسست في يوليو 1889 من قبل هيرمان باهلسن.

## تاريخ
في الفترة ما بين 1943 و1945 أستخدمت الشركة 200 عامل عملوا بشكل قسري،معظمهم كانوا نساء من الإدارة العسكرية في أوكرانيا.